# Saint-Vincent-des-Prés, Saône-et-Loire
Saint-Vincent-des-Prés är en kommun i departementet Saône-et-Loire i regionen Bourgogne-Franche-Comté i östra Frankrike. Kommunen ligger i kantonen Cluny som tillhör arrondissementet Mâcon. År 2022 hade Saint-Vincent-des-Prés 98 invånare.

## Befolkningsutveckling
Antalet invånare i kommunen Saint-Vincent-des-Prés
| Referens: INSEE |